# 土曜 Wa ラジカル
『土曜 Wa ラジカル』（どようわラジカル）は、2001年4月7日から2004年3月27日まで西日本放送運営のRNCラジオで放送されていたラジオ番組である。

## 概要
『土曜モーニングダイヤル』に替わってスタートした土曜午前のワイド番組で、「ちょっとタメになるカルーイラジオ！」をキャッチフレーズに掲げていた。パーソナリティは西日本放送アナウンサーの仁多田まゆみが務めていた。
当初は毎週土曜 6:50 - 10:45（日本標準時）の4時間近い枠で放送されていたが、途中から 8:00 - 11:00 の3時間生放送となった。
番組の終了後、この時間帯は2004年4月にスタートした長時間生ワイド番組『波のりラジオ Week End Fever』に引き継がれ、同番組午前の部「Part1 パリパリタイプ」の時間帯になっている。このパートのパーソナリティも引き続き仁多田が務めている。

## タイムテーブル（末期）
出典：
- 8:00 オープニング
- 8:05 ニュース
- 8:10 日産フラッシュジャーナル
- 8:20 土曜だって…にただまゆみのいってらっしゃい
- 8:25 樫山文枝の百十四ラジオ文芸
- 8:35 朝の歳時記
- 8:45 おしゃべりアラカルト
- 8:50 不思議な音倶楽部
- 9:00 9時のニュース
- 9:05 道路交通情報
- 9:10 ラジカル川柳
- 9:20 リクエスト・メッセージ・パプ
- 9:25 気象情報
- 9:30 リクエスト・メッセージ・パプ
- 9:35 料理はおまかせ！グルマンタイム
- 9:40 松野のあれこれいわせてよ
- 10:00 10時のニュース/交通情報
- 10:06 リクエスト・メッセージ・パプ
- 10:10 まゆりん・やすやんが贈る「やすやすクイズ」
- 10:25 まゆみのLOVEシアター
- 10:30 ちびっこバンザイ
- 10:35 テレマートラジオショッピング
- 10:40 YahYahお遍路Weekend
- 10:50 リクエスト・メッセージ・パプ
- 10:55 エンディング

## コーナー
- ラジカル川柳 - 川柳コース[要説明]には自由気ままコースと月替わりのお題コースがあった。毎週1名[要説明]にラジカル川柳大賞が贈られた。毎月第3土曜には川柳作家のやすみりえが出演した。
- 料理はおまかせ！グルマンタイム - 料理に関する質問を受け付ける。
- 不思議な音倶楽部
- おしゃべりアラカルト
- 松野のあれこれいわせてよ
- まゆりん・やすやんが贈る「やすやすクイズ」